# Jagged Little Pill
Jagged Little Pill — третий студийный и первый интернациональный альбом канадской певицы Аланис Мориссетт. Он сильно отличался от двух предыдущих альбомов Мориссетт, выпущенных в Канаде, — Alanis и Now Is the Time. Название диска — строки из песни «You Learn». Альбом считается прорывом Мориссетт, он стал самым продаваемым диском 1996 года и одним из самых продаваемых альбомов в истории музыки. С диска было выпущено несколько синглов: «You Oughta Know», «Ironic», «You Learn», «Hand in My Pocket», «Head over Feet» и «All I Really Want».
Альбом завоевал огромный успех и в течение 12 недель возглавлял чарт Billboard 200. К концу 2009 года было зафиксировано 33 млн проданных копий по всему миру, из них 14.668.000 копий, проданных в США. В 2003 году журнал «Rolling Stone включил его в список 500 лучших альбомов всех времен». Журнал Billboard назвал Jagged Little Pill «Альбомом десятилетия» (1990-х). Журнал Entertainment Weekly назвал Jagged Little Pill одним из 100 лучших альбомов последних 25 лет.
Альбому принадлежит рекорд среди певиц по числу недель (72), проведённых в top-10 американского чарта Billboard 200.

## История создания
В 1993 году, после окончания школы, Мориссетт переехала из родной Оттавы в Торонто для поиска новых продюсеров, однако результатами осталась недовольна. Она наняла менеджера Скотта Уэлша, по совету которого переехала в Лос-Анджелес зимой 1994 года. Там в феврале 1994 года она познакомилась с продюсером и композитором Гленом Баллардом, который до этого работал с Майклом Джексоном, Полой Абдул и группой Wilson Phillips.
Согласно Мориссетт, они мгновенно нашли контакт и в течение 30 минут начали импровизировать в его студии. Глен и Аланис сочинили свою первую песню — «The Bottom Line». Переломной композицией стала «Perfect», написанная и записанная в течение 20 минут. Мориссетт импровизировала с текстом, в то время как Баллард играл на гитаре. Версия, которую можно услышать на Jagged Little Pill, была записана с первого раза. Баллард и Мориссетт записали песни для Jagged Little Pill буквально как только написали их. Весной 1995 года Мориссетт подписала контракт с Maverick Records.
Позже она рассказала, что однажды, на одной из пустынных улиц Лос-Анджелеса, на неё напал вор с пистолетом и пытался ограбить её. Однако он не взял её записи из бумажника, которыми оказались первые сочинения для Jagged Little Pill. После попытки ограбления у Мориссетт развились злость и ежедневные панические атаки. Она легла в больницу и посещала курсы психотерапии, но состояние не улучшилось. Позже в интервью она сказала, что сосредоточила все свои внутренние проблемы на душещипательные тексты для собственного здоровья. По её словам, Баллард стал первым соавтором, который позволил ей выражать свои эмоции в песнях.

## Список композиций
1. «All I Really Want» — 4:45
2. «You Oughta Know» — 4:09
3. «Perfect» — 3:08
4. «Hand in My Pocket» — 3:41
5. «Right through You» — 2:55
6. «Forgiven» — 5:00
7. «You Learn» — 3:59
8. «Head over Feet» — 4:27
9. «Mary Jane» — 4:40
10. «Ironic» — 3:49
11. «Not the Doctor» — 3:47
12. «Wake Up» — 4:53
13. «You Oughta Know» (Alternate Take) / «Your House» (Hidden Track) — 8:11

## Чарты
| Чарт (1995–96)                  | Высшая позиция |
| ------------------------------- | -------------- |
| Australian Albums Chart         | 1              |
| Austrian Albums Chart           | 2              |
| Belgian Albums Chart (Flanders) | 1              |
| Belgium Albums Chart (Walliona) | 2              |
| Canadian Albums Chart           | 1              |
| Danish Albums Chart             | 1              |
| Dutch Albums Chart              | 1              |
| European Albums Chart           | 1              |
| Finnish Albums Chart            | 1              |
| French Albums Chart             | 6              |
| German Albums Chart             | 3              |
| Hungarian Albums Chart          | 10             |
| Irish Albums Chart              | 1              |
| Italian Albums Chart            | 2              |
| New Zealand Albums Chart        | 1              |
| Norwegian Albums Chart          | 3              |
| Portuguese Albums Chart         | 1              |
| Spanish Albums Chart            | 3              |
| Swedish Albums Chart            | 1              |
| Swiss Albums Chart              | 2              |
| UK Albums Chart                 | 1              |
| U.S. Billboard 200              | 1              |